# Jacques d'Annebault
Jacques d'Annebault (Normandía, 1500 - Rouen, 7 de junio de 1558) fue un prelado francés. 

## Biografía
Nacido en el seno de una familia de la aristocracia normanda que se había destacado en su servicio a los reyes de Francia, era hijo de Jean d'Annebault, que fue gentilhombre del rey Francisco I y señor de Annebault, Appeville, Brestot y Aubigny. La identidad de su madre no está clara: algunos autores mencionan como tal a Marie Blosset o Margherite Blosset, mientras otros suponen que ésta era su abuela, y le hacen hijo de Catherine de Jeucourt.
Encaminado a la carrera eclesiástica y apoyado por su primos Ambroise y Jean Le Veneur, que eran respectivamente obispos de Évreux y Lisieux, y por su hermano Claude, que era Almirante de Francia, fue nombrado canónigo de la catedral de Lisieux, arcediano y dean de la de Évreux y abad comendatario de Bec, Saint-Taurin de Evreux, Saint-Serge de Angers y Mont Saint-Michel.  En 1539 su primo Jean le cedió el obispado de Lisieux.
Presentado por el rey Francisco I, el papa Paulo III le creó cardenal en el consistorio de diciembre de 1544; en mayo del año siguiente recibió, en el mismo día, el presbiterado, la consagración episcopal y el capelo, y tres años después el título de San Bartolomeo all'Isola, que en 1550 cambió por el de Santa Susana.
Fallecido en 1558, fue sepultado en el coro de la catedral de Lisieux.